# Pavimenti a mosaico del Museo archeologico nazionale di Napoli
I pavimenti a mosaico del Museo archeologico nazionale di Napoli sono un serie di mosaici pavimentali di epoca romana, provenienti per lo più dai siti archeologici vesuviani, utilizzati per pavimentare alcune sale del palazzo degli Studi di Napoli, che ospita il Museo archeologico nazionale.

## Storia
I mosaici, realizzati in un periodo compreso tra il I secolo a.C. e il I secolo, vennero ritrovati a seguito degli scavi archeologici di Pompei, Ercolano e Stabia e dalla villa Jovis di Capri, durante le esplorazioni borboniche effettuate nel XVIII secolo.
Inizialmente vennero utilizzati per pavimentare quattordici sale del Museo Ercolanese della reggia di Portici. Successivamente, con l'istituzione del Real Museo Borbonico, vennero trasferiti in quasi la loro totalità a Napoli, andando a pavimentare, insieme ad altri restaurati presso la reggia di Capodimonte tra il 1776 e il 1778 da Joseph Canart, delle sale del lato occidentale del primo piano del palazzo degli Studi: furono posati tra il 1808 e il 1813 secondo lo schema dettato da Raffaele Atticciati, il quale venne aiutato nell'opera da alcuni allievi del Real Albergo dei Poveri.

## Descrizione
I pavimenti occupano le sale che vanno dalla CXXVIII a quella CXLIII oltre a quella CXIV e un vano attiguo: precisamente quelli dalla sala CXXVIII alla sala CXXXVII e la sala CIXV con il vano attiguo sono pavimenti in opus tassellatum, realizzati prevalentemente con tessere in bianco e nero, talvolta policrome, mentre dalla sala CXXXVIII alla sala CXLIII sono i mosaici in opus sectile.

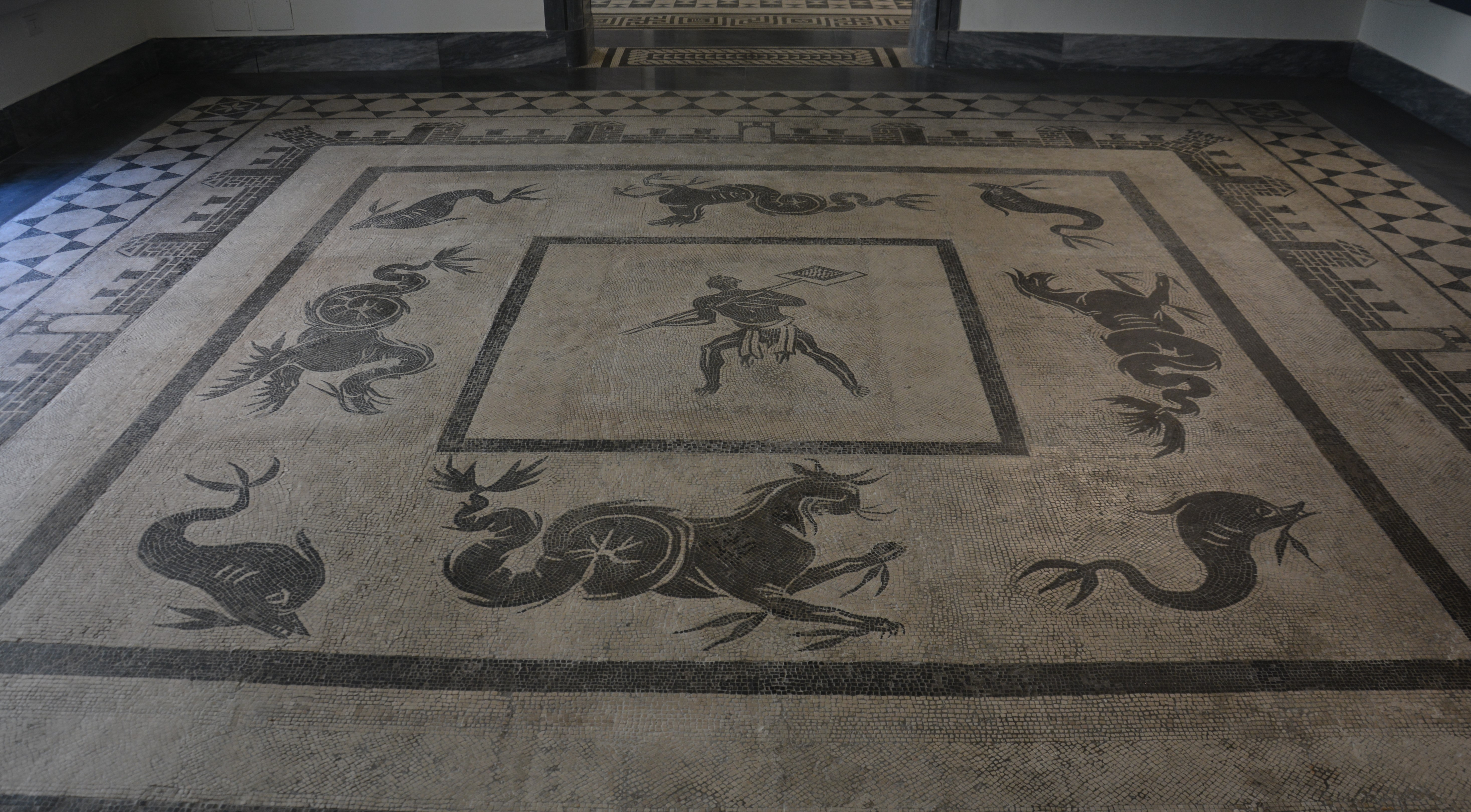
Mosaico della sala CXXXII proveniente dalla praedia di Giulia Felice

Dal Secondo complesso di Stabia provengono i mosaici della sala CXXVIII, ossia un rosone e cassettoni con rosette, una cornice realizzata con una coppia di losanghe e intorno quattro rettangoli con stelle a sei punte, e di quella CXXIX, ossia un tappeto con file di cerchi neri circondato da una cornice di rombi bianchi inscritti sia in quadrati che triangoli neri. Il pavimento della sala CXXX proviene dalla biblioteca della villa dei Papiri di Ercolano: le tessere policrome formano dei cerchi che si intersecano tra di loro a formare dei lati curvi e sono contornati da una cornice a triangoli e trecce; nella parte orientale della sala il motivo del mosaico è a meandro mentre in quella occidentale si riconoscono tre riquadri rispettivamente uno a quadrati e rombi, uno a clessidra e uno a ottagoni intersecati. In bianco e nero sono i tasselli dei mosaici delle sale CXXXI e CXXXII: il primo proviene da una villa non identificata di Stabia, caratterizzato da una rosetta in un quadrato, a sua volta contenuto in cerchio, circondato da otto quadrangoli, con intorno cornici una con motivo a clessidra e una più esterna a meandro, il secondo invece dalla praedia di Giulia Felice a Pompei, con al centro un furnacator, ossia uno schiavo addetto all'alimentazione della caldaia degli ambienti termali, circondato da delfini, cavalli e draghi e intorno una cornice raffigurante le mura di città con torri e porte d'ingresso e una cornice più esterna con motivi a stella. Il mosaico della sala CXXXIII è di dubbia provenienza ed è caratterizzato da una cornice esterna a meandri, svastiche e croci uncinate, una cornice interna con rosette e motivi floreali e al centro un poligono quadrangolare. Anche il mosaico della sala CXXXIV, proveniente dalla villa di Diomede di Pompei, a una cornice con raffigurazione di un muro difensivo: al centro sono simboli marini, fiori e foglie racchiusi in cornici a motivi floreali. Il mosaico circolare con tessere nere e bianche disposte a vari motivi intorno a un rosone centrale nella sala CXXXV venne rinvenuto a Stabia e asportato da Joseph Canart nel 1781 mentre quello della sala CXXXVI, in tessere policrome, inizialmente ritenuto proveniente da Pompei, fu ritrovato probabilmente a Lucera: nella parte superiore è la testa di Medusa racchiusa in un cerchio, intorno, in dei semicerchi, figure zoomorfe e fitomorfe e nella parte inferiore sono invece due pavoni che poggiano su un motivo a spirale; l'intero pavimento è racchiuso in una cornice interna a meandro e una esterna a spina di pesce. Anche il pavimento della sala CXXXVII fu un mosaico scoperto a Stabia, probabilmente nel 1782 come descritto da Michele Ruggieri e disegnato da Francisco La Vega: la cornice è un motivo a stelle a sei punte mentre la parte centrale è un motivo a meandro e figure geometriche con tessere in bianco e nero. La pavimentazione della sala CXIV proviene dalla villa di Diomede: al centro è un riquadro a tessere bianche e nero che vanno a formare motivi geometrici e floreali; anche la sala attigua che ospita il vano ascensore è decorata con mosaici in bianco e nero, provenienti dal Secondo complesso e da villa Arianna a Stabia.

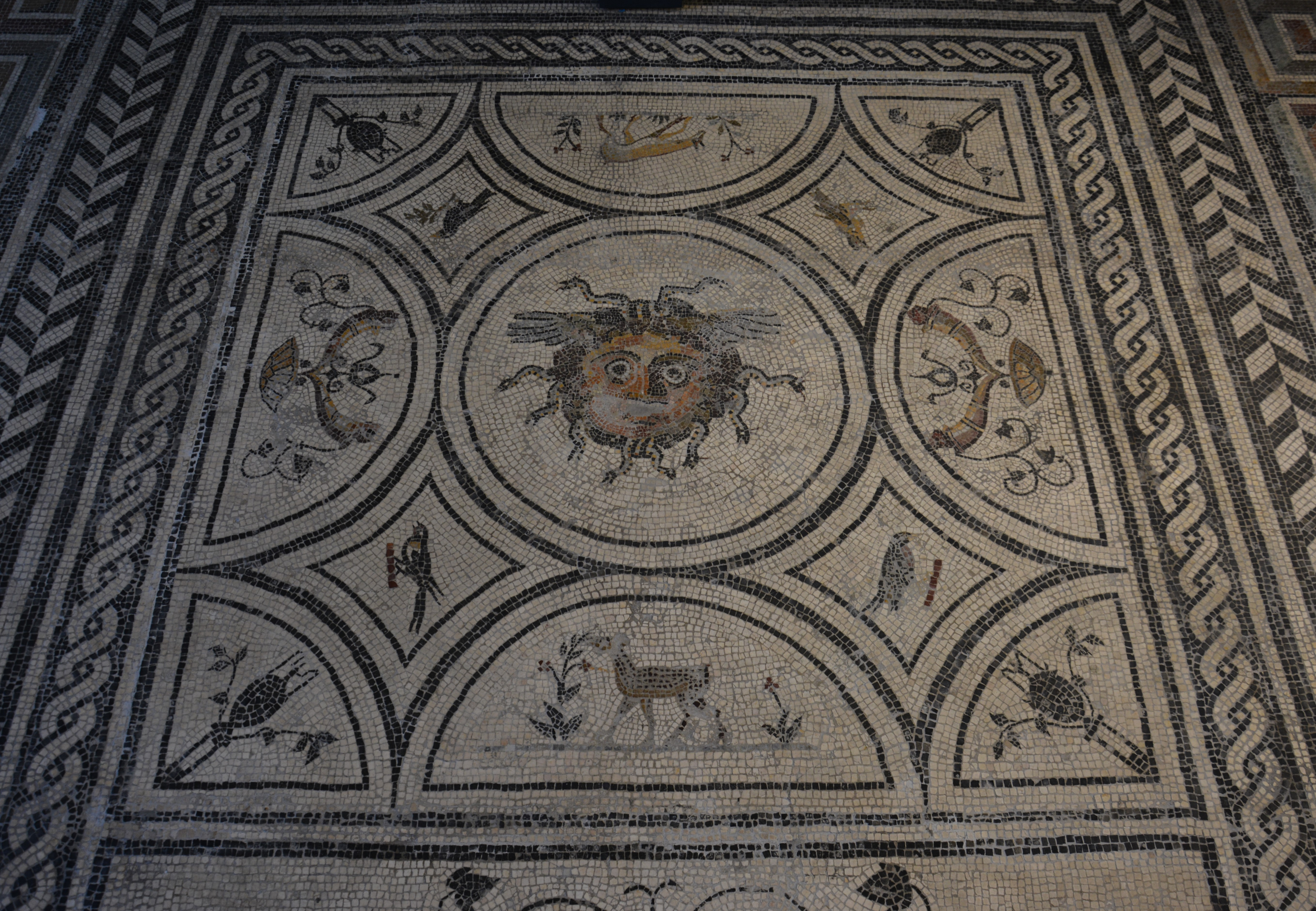
Mosaico della sala CXXXVI

Nella sala CXXXVIII il pavimento proviene probabilmente da villa Jovis a Capri ed è formato da esagoni in marmo giallo antico posti in modo radiale andando a formare ai lati dei rettangoli: intorno sono dei quadrelli originari dal Secondo complesso di Stabia. Dalla villa dei Papiri proviene il mosaico di forma circolare che pavimenta la sala CXXXIX: scoperto da Karl Jakob Weber nel 1751, è composto da triangoli in marmo africano e giallo antico, disposti a cerchio, che vanno ingrandendosi dal centro verso l'estremità. Le sale CLX e CXLI ospitano pavimenti in opus sectile provenienti da Stabia e Ercolano dove si riconoscono le figure geometriche di ottagoni, rettangoli e triangoli. Il quadretto centrale della sala CXLII, ritrovato in un oecus nel Secondo complesso, è circondato da un pavimento in ardesia e palombino della villa dei Papiri; dallo stesso oecus, indagato nel 1752, proviene il mosaico in pavonazzetto e portasanta contornato da una fascia in cipollino della sala CXLIII: è rifinito con un pavimento in ardesia e marmo giallo antico originario di un edificio posto nei pressi del Secondo complesso. Anche la sala CXLIV presentava in origine un pavimento in opus sectile poi rimosso: era costituito da pezzi di mosaici di varie dimensioni e provenienze, ossia da villa Arianna e dalla Villa dei Papiri, quest'ultimo caratterizzato da un motivo a meandro con croci, svastiche e quadrati.